# Justin Murphy

a Compétitions nationales et continentales officielles uniquement.

b Matchs officiels uniquement.
Justin Murphy, né le 14 février 1978,, à Sydney en Australie, est un joueur de rugby à XIII australien devenu français évoluant au poste d'ailier, d'arrière ou de centre dans les années 1990 et 2000. Il devient ensuite entraîneur.
Devenant professionnel en 1997, Murphy a évolué sous différents clubs au sein de la National Rugby League - Brisbane Broncos, Canterbury Bulldogs, New Zealand Warriors (où il dispute une finale de la NRL en 2002) - avant de rejoindre l'Angleterre en 2004 et Widnes Vikings puis la France en 2005 avec l'Union Treiziste Catalane (« UTC ») qui l'année suivante débouche sur la création des Dragons Catalans pour disputer la Super League.
Une fois arrivée à l'UTC , il permet avec ses coéquipiers au club de réaliser le doublé championnat-coupe en 2005 tout en restant invaincu tout au long de la saison, il fut d'ailleurs élu homme du match en finale du championnat. En 2006, malgré le fait que les Dragons soient derniers de la Super League, Murphy parvient à décrocher le titre de meilleur marqueur d'essai de la saison (avec un total de 26) et fait partie de l'équipe de l'année de la Super League. Lors des deux années suivantes (2007 et 2008), Murphy prend part aux excellents résultats des Dragons, finale de la Challenge Cup en 2007 et 3e place de la saison régulière en 2008.
En raison de ses bonnes performances sous le maillot des Catalans, il est appelé en sélection française pour disputer la coupe du monde de rugby à XIII 2008 en Australie.
En 2019, il entame une carrière d’entraîneur au club de Toulon Métropole XIII puis rejoint Saint-Estève XIII catalan en 2020 avec lequel il remporte en duo avec Rémi Casty la Coupe de France en 2025.

## Palmarès

### En tant que joueur
- Collectif :
  - Vainqueur du Championnat de France : 2005 (Union treiziste catalane).
  - Vainqueur de la Coupe de France : 2005 (Union treiziste catalane).
  - Finaliste de la National Rugby League : 2002 (New Zealand).
  - Finaliste de la Challenge Cup : 2007 (Dragons Catalans).

- Individuel :
  - Nommé meilleur ailier de la  Super League : 2006 (Dragons Catalans).

#### Coupe du monde
| Édition        | Rang    | Résultats France | Résultats Murphy | Matchs Murphy |
| -------------- | ------- | ---------------- | ---------------- | ------------- |
| Australie 2008 | Dixième | 1 v, 0 n, 2 d    | 1 v, 0 n, 1 d    | 2/3           |

Légende : v = victoire ; n = match nul ; d = défaite.

#### Détails en sélection
| 1. | 27 octobre 2007   | Écosse               | 36-8  | Test-match     | Ailier | - | - | - | - |
| 2. | 3 novembre 2007   | Papouas.-Nlle-Guinée | 38-26 | Test-match     | Ailier | 8 | 2 | - | - |
| 3. | 10 novembre 2007  | Papouas.-Nlle-Guinée | 22-16 | Test-match     | Centre | - | - | - | - |
| 4. | 17 novembre 2007  | Nouvelle-Zélande     | 14-22 | Test-match     | Ailier | - | - | - | - |
| 5. | 26 octobre 2008   | Écosse               | 36-8  | Coupe du monde | Ailier | - | - | - | - |
| 6. | 1er novembre 2008 | Fidji                | 6-42  | Coupe du monde | Ailier | - | - | - | - |

#### Détails en club
| Saison  | Saison                   | Championnat           | Championnat  | Championnat | Championnat | Championnat | Championnat | Championnat | Coupe           | Coupe      | Coupe | Coupe | Coupe | Coupe | Coupe | Sélection | Sélection | Sélection | Sélection | Sélection | Sélection | Sélection |
| Saison  | Saison                   | Comp.                 | Class.       | M           | Pts         | Ess.        | Buts        | Dp.         | Ed.             | Rés.       | M     | Pts   | Ess.  | Buts  | Dp.   | Compet.   | M         | Pts       | Ess.      | Buts      | Dp.       |           |
| ------- | ------------------------ | --------------------- | ------------ | ----------- | ----------- | ----------- | ----------- | ----------- | --------------- | ---------- | ----- | ----- | ----- | ----- | ----- | --------- | --------- | --------- | --------- | --------- | --------- | --------- |
| 2000    | Bulldogs                 | National Rugby League | 11e          | 1           | 4           | 1           | -           | -           |                 |            |       |       |       |       |       |           |           |           |           |           |           |           |
| 2001    | New Zealand Warriors     | National Rugby League | 1er tour     | 9           | 16          | 14          | -           | -           |                 |            |       |       |       |       |       |           |           |           |           |           |           |           |
| 2002    | New Zealand Warriors     | National Rugby League | Finaliste    | 18          | 16          | 4           | -           | -           |                 |            |       |       |       |       |       |           |           |           |           |           |           |           |
| 2003    | New Zealand Warriors     | National Rugby League | Finale prél. | 8           | 4           | 1           | -           | -           |                 |            |       |       |       |       |       |           |           |           |           |           |           |           |
| 2004    | New Zealand Warriors     | National Rugby League | 14e          | 8           | 4           | 1           | -           | -           |                 |            |       |       |       |       |       |           |           |           |           |           |           |           |
| 2004    | Widnes Vikings           | Super League          | 11e          | 5           | 4           | 1           | -           | -           |                 |            |       |       |       |       |       |           |           |           |           |           |           |           |
| 2004-05 | Union treiziste catalane | Championnat de France | Champion     | ?           |             |             | -           | -           | Coupe de France | Vainqueur  | ? -   | -     | -     | -     | -     |           |           |           |           |           |           |           |
| 2006    | Dragons Catalans         | Super League          | 12e          | 27          | 108         | 27          | -           | -           | Challenge Cup   | 1/4 finale | ?     | -     | -     | -     | -     |           |           |           |           |           |           |           |
| 2007    | Dragons Catalans         | Super League          | 10e          | 18          | 40          | 10          | -           | -           | Challenge Cup   | Finaliste  | ?     | -     | -     | -     | -     |           | 4         | 8         | 2         | -         |           |           |
| 2008    | Dragons Catalans         | Super League          | 2e tour      | 18          | 84          | 16          | -           | -           | Challenge Cup   | 1/8 finale | ?     | -     | -     | -     | -     | CM        | 2         | -         | -         | -         |           |           |

### En tant qu'entraîneur
- Collectif :
  - Vainqueur de la Coupe de France : 2025 (Saint-Estève XIII Catalan).

#### Détails en club
| Année     | Année     | Club                      | Compétition | Saison régulière | Saison régulière | Saison régulière | Saison régulière | Saison régulière | Phase finale | Phase finale | Phase finale | Phase finale | Phase finale | Coupe de France |
| Année     | Année     | Club                      | Compétition | Class.           | MJ               | V.               | N.               | D.               | Perf.        | MJ           | V.           | N.           | D.           | Coupe de France |
| 2020-2021 | 2020-2021 | Saint-Estève XIII Catalan | CHF         | 3e               | 16               | 12               | 0                | 6                | 1/2 finale   | 2            | 1            | 0            | 1            | Annulée         |
| 2021-2022 | 2021-2022 | Saint-Estève XIII Catalan | CHF         | 5e               | 16               | 9                | 0                | 7                | 1/2 finale   | 2            | 1            | 0            | 1            | Annulée         |
| 2022-2023 | 2022-2023 | Saint-Estève XIII Catalan | CHF         | 8e               | 18               | 6                | 0                | 12               | Non qualifié | -            | -            | -            | -            | 1/8 finale      |
| 2023-2024 | 2023-2024 | Saint-Estève XIII Catalan | CHF         | 6e               | 18               | 10               | 0                | 8                | 1er tour     | 1            | 0            | 0            | 1            | 1/2 finale      |
| 2024-2025 | 2024-2025 | Saint-Estève XIII Catalan | CHF         | 3e               | 20               | 13               | 0                | 7                | 1er tour     | 1            | 0            | 0            | 1            | Vainqueur       |